# Championnat du Zimbabwe de football 2007
Navigation
Saison suivante Saison suivante
La saison 2007 du Championnat du Zimbabwe de football est la quarante-cinquième édition de la première division professionnelle au Zimbabwe à poule unique, la National Premier Soccer League. Seize clubs prennent part au championnat qui prend la forme d'une poule unique où toutes les équipes se rencontrent deux fois au cours de la saison. En fin de saison, les trois derniers du classement sont directement relégués et remplacés par les trois meilleurs clubs de Division One.
C'est le club des Dynamos FC qui termine en tête du classement final, avec neuf points d'avance sur le tenant du titre, Highlanders FC et quatorze sur Masvingo United. C'est le 18e titre de champion du Zimbabwe de l'histoire du club, le premier depuis dix ans. Le club réalise même le doublé en s'imposant en finale de la Coupe du Zimbabwe face aux Highlanders.

## Les clubs participants
| - Motor Action FC - CAPS United - Black Rhinos - Chapungu United - Shooting Stars Harare - Lancashire Steel FC - Hwange FC - Eastern Lions FC - Promu de Division One | - Highlanders FC - Dynamos FC Harare - Mwana Africa FC - Masvingo United - Lengthens FC - Promu de Division One - Njube Sundowns - Promu de Division One - Monomotapa United - CAPS FC |

## Compétition
Le barème de points servant à établir le classement se décompose ainsi :
- Victoire : 3 points
- Match nul : 1 point
- Défaite : 0 point

### Classement
| Rang | Équipe                | Pts | J  | G  | N  | P  | Bp | Bc | Diff |
| ---- | --------------------- | --- | -- | -- | -- | -- | -- | -- | ---- |
| 1    | Dynamos FC Harare C   | 64  | 30 | 19 | 7  | 4  | 41 | 15 | +26  |
| 2    | Highlanders FC T      | 55  | 30 | 16 | 7  | 7  | 44 | 25 | +19  |
| 3    | Masvingo United       | 50  | 30 | 14 | 8  | 8  | 37 | 24 | +13  |
| 4    | Shooting Stars Harare | 41  | 30 | 11 | 8  | 11 | 36 | 36 | 0    |
| 5    | Njube Sundowns P      | 41  | 30 | 12 | 5  | 13 | 37 | 45 | -8   |
| 6    | Lengthens FC P        | 40  | 30 | 11 | 7  | 12 | 38 | 36 | +2   |
| 7    | CAPS United           | 39  | 30 | 8  | 15 | 7  | 26 | 25 | +1   |
| 8    | Chapungu United FC    | 39  | 30 | 11 | 6  | 13 | 37 | 39 | -2   |
| 9    | Motor Action FC       | 39  | 30 | 11 | 6  | 13 | 38 | 41 | -3   |
| 10   | Lancashire Steel FC   | 39  | 30 | 10 | 9  | 11 | 33 | 40 | -7   |
| 11   | Monomotapa United     | 38  | 30 | 11 | 5  | 14 | 33 | 40 | -7   |
| 12   | CAPS FC               | 37  | 30 | 10 | 7  | 13 | 36 | 39 | -3   |
| 13   | Eastern Lions FC P    | 34  | 30 | 7  | 13 | 10 | 26 | 31 | -5   |
| 14   | Black Rhinos          | 34  | 30 | 8  | 10 | 12 | 32 | 42 | -10  |
| 15   | Hwange FC             | 32  | 30 | 8  | 8  | 14 | 28 | 36 | -8   |
| 16   | Mwana Africa FC       | 31  | 30 | 6  | 13 | 11 | 25 | 33 | -8   |

|  | Qualification pour la Ligue des champions 2008                                      |
|  | Qualification pour la Coupe de la confédération 2008                                |
|  | Relégation en deuxième division                                                     |
|  | T : Tenant du titre C : Vainqueur de la Coupe du Zimbabwe P : Promu de Division One |

## Bilan de la saison
| Championnat du Zimbabwe de football 2007 |                                        |
| Champion                                 | Dynamos FC Harare (18e titre)          |
| Coupes et trophées                       |                                        |
| Vainqueur de la Coupe du Zimbabwe 2007   | Dynamos FC Harare                      |
| Qualifications continentales             |                                        |
| Ligue des champions 2008                 | Dynamos FC Harare                      |
| Coupe de la confédération 2008           | Highlanders FC                         |
| Promotions et relégations                |                                        |
| Promus en National Premier Soccer League | Kiglon FC Underhill FC Gunners FC      |
| Relégués en Division One                 | Black Rhinos Hwange FC Mwana Africa FC |